# Đường sắt Savannakhet – Lao Bảo
Đường sắt Savannakhet – Lao Bảo (thường gọi là Đường sắt Lào – Việt Nam) là tuyến đường sắt khổ tiêu chuẩn 220 kilômét (140 mi) 1.435 mm (4 ft 8+1⁄2 in) đường sắt khổ tiêu chuẩn được quy hoạch ở miền Nam Lào, kết nối giữa thành phố lớn thứ hai của Lào là Savannakhet và thị trấn nhỏ Lao Bảo trên biên giới với Việt Nam bắt đầu khởi công vào năm 2013. Những quả bom chưa nổ được Không quân Mỹ thả xuống trong chiến tranh Việt Nam dọc theo tuyến đường cũng sẽ được gỡ bỏ.

## Lịch sử
Một thỏa thuận về việc xây dựng tuyến đường dài 220 km (140 dặm), trị giá 5 tỷ đô la này, đã được ký vào ngày 5 tháng 11 năm 2012 với một công ty Malaysia có tên là Giant Consolidated Limited. Ngày 18 tháng 9 năm 2013, chủ đầu tư dự án đã tổ chức lễ khởi công, và việc xây dựng dự kiến hoàn thành trong vòng 4 năm.
Ngày 11 tháng 4 năm 2016, Bộ Giao thông và Công chính Lào đã phê duyệt hành lang đường sắt mới sau khi có thông tin cho rằng tuyến đường sắt trước đó sẽ có những tác động xã hội và môi trường không thể chấp nhận được.
Việc lắp đặt các trụ hành lang dọc theo đề xuất dành cho đường sắt được hoàn thành vào tháng 12 năm 2016, nhờ đó việc xây dựng chính sẽ bắt đầu ngay sau khi chính phủ Lào phê duyệt lần cuối. Tuy nhiên, dự án đang được Giant Rail Company Limited Lưu trữ ngày 27 tháng 12 năm 2021 tại Wayback Machine thực hiện, trong khi lộ trình dự án GRCL trên trang web của họ tiếp tục nêu rõ rằng dự án sẽ được hoàn thành vào giữa năm 2020, và mở cửa vào nửa cuối năm 2020, tính đến cuối năm 2021, việc xây dựng vẫn chưa bắt đầu. Khả năng tồn tại của dự án còn phụ thuộc vào kết nối từ trạm kiểm soát biên giới Lao Bảo ở vùng cao của tỉnh Quảng Trị đến tuyến đường sắt Việt Nam hiện có chạy dọc theo bờ biển. Báo cáo hỗ trợ kỹ thuật của ADB lưu ý rằng đoạn tuyến này vẫn chưa được xây dựng và chưa có báo cáo nào trên phương tiện truyền thông về kế hoạch xây dựng tuyến như vậy của chính phủ Việt Nam, đặt câu hỏi về khả năng tồn tại của toàn bộ dự án. Cũng không có tuyến đường sắt nào ở phía biên giới Thái Lan tới Mukdahan, và một tuyến sẽ cần được lên kế hoạch để kết nối Mukdahan với tuyến Korat, Nong Khai chính ở Thái Lan, có thể là tại Khon Kaen, cách đó khoảng 220 km. Nghiên cứu khả thi cho dự án được hoàn thành và Nội các Thái Lan đã thông qua dự án này vào ngày 28 tháng 5 năm 2019, thế nhưng dự án được cho là đang chờ Hội đồng Nhà nước phê duyệt Chiếu chỉ Hoàng gia và chuẩn bị các tài liệu để đấu thầu.
Theo nguồn tin từ phía Việt Nam, đoạn tuyến Việt Nam nối Savannakhet – Lao Bảo là Mỹ Thủy – Đông Hà – Lao Bảo sẽ được thực hiện vào năm 2050.
Năm 2019, Chính phủ Lào bắt đầu khảo sát tuyến đường sắt Thakhek (Lào) đến Vũng Áng, được gọi là tuyến đường sắt Viêng Chăn – Vũng Áng.